# Karpętna
Karpętna (też: Karpentna, cz. Karpentnáⓘ, niem. Karpentna) – część miasta Trzyńca w kraju morawsko-śląskim, w powiecie Frydek-Mistek w Czechach. Jest to także gmina katastralna o powierzchni 513,3 ha.  Populacja w 2008 wynosiła 705 osób, w 2010 odnotowano 184 adresów.

## Historia
Pierwsza pisemna wzmianka pochodzi z 1552 roku, z dokumentu księcia Wacława III Adama, który podarował wówczas Piotrowi Czelo lasy i góry za wsią Wędrynia, za rzeką Olzą na górze, od potoku Liderzów aż po Karpętną i Koziniec.
Swą powierzchnią, 5,15 km², należała Karpętna do mniejszych wsi Śląska Cieszyńskiego. W roku 1804 wieś liczyła  476 mieszkańców. Według austriackiego spisu ludności z 1910 roku Karpętna miała 521 mieszkańców, z czego wszyscy byli polskojęzyczni, było 10 (1,9%) katolików oraz 511 (98,1%) ewangelików. Ewangelicy należeli do zboru bystrzyckiego, katolicy do parafii wędryńskiej. Ponieważ rolnictwo i praca w lesie nie mogła wyżywić wszystkich mieszkańców coraz więcej osób pracowało w pobliskiej hucie trynieckiej. Przed rokiem 1870 Karpętna nie miała własnej szkoły, dzieci uczęszczały do szkoły ewangelickiej w Bystrzycy. Polską szkołę  otwarto tu w 1872 roku w prywatnym domku i od razu uczęszczało do niej 80 uczniów, w r. 1911 już 120 uczniów.
W 1928 otwarto  czeską  szkołę, w której liczba dzieci z roku na rok wzrastała. W latach okupacji hitlerowskiej istniała tylko niemiecka szkoła, budynek szkoły polskiej zamieniono na urząd gminy i sklep. Po II Wojnie Światowej znów rozpoczęto naukę w szkole polskiej i czeskiej. Ubytek dzieci był przyczyną zamknięcia w roku 1978 obu szkół. Dzieci przeszły do szkół w Trzyńcu, Bystrzycy i Wędryni. Do najaktywniejszych organizacji społecznych należy MK PZKO istniejące tu od 1947. W roku 1980 wieś stała się częścią Trzyńca.
Popularna ludowa piosenka w gwarze cieszyńskiej Na Karpyntnej zdechnył kóń odnosi się do miejscowości.

## Osoby pochodzące z Karpętnej

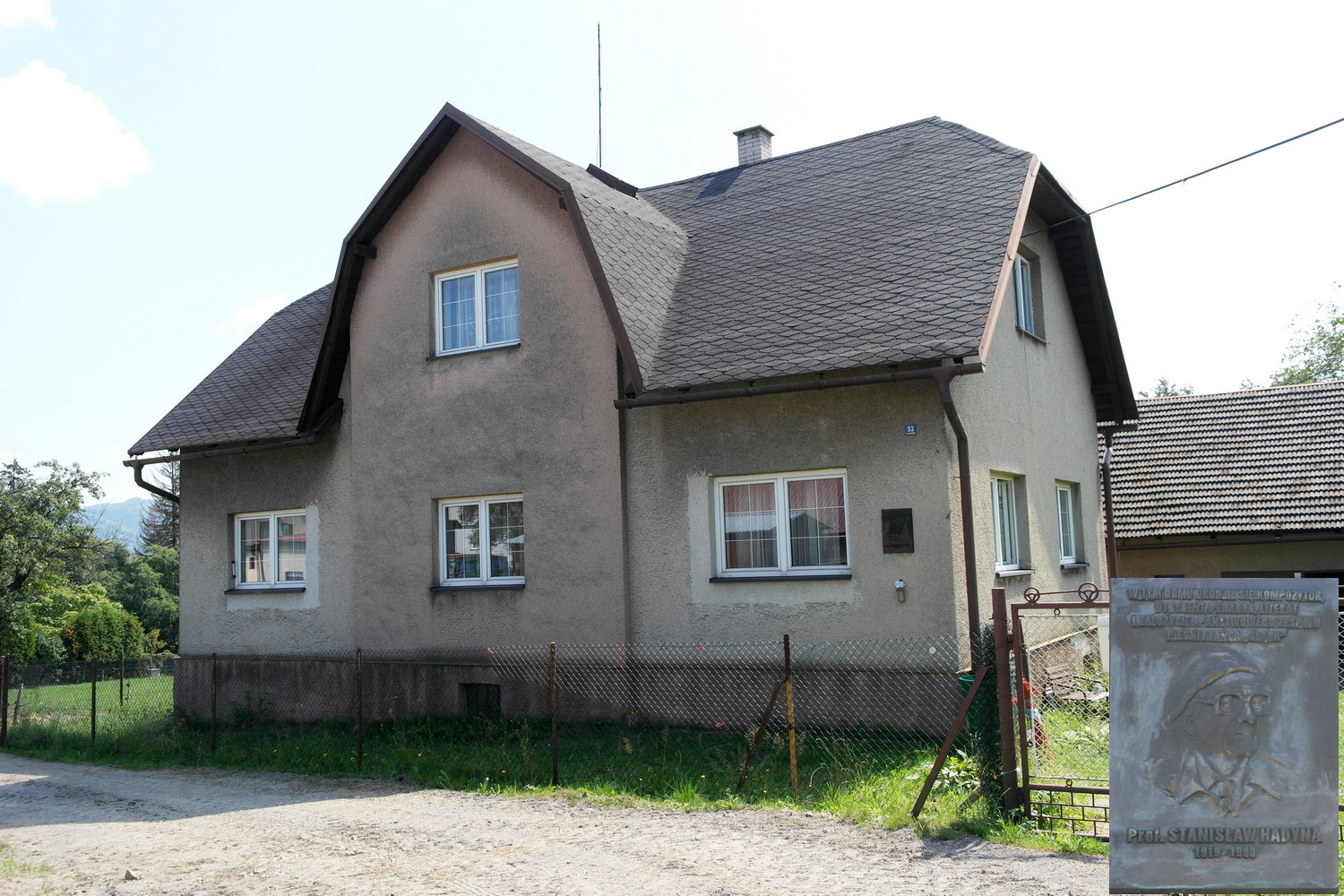
Dom rodzinny.St.Hadyny

- Dom rodzinny.St.HadynyStanisław Hadyna – polski kompozytor, dyrygent, muzykolog i pisarz. Założyciel i wieloletni kierownik artystyczny Zespołu Pieśni i Tańca "Śląsk".
- Karol Daniel Kadłubiec – polski etnograf i historyk literatury, badacz kultury, folkloru i języka Śląska Cieszyńskiego.